# Mater Matuta

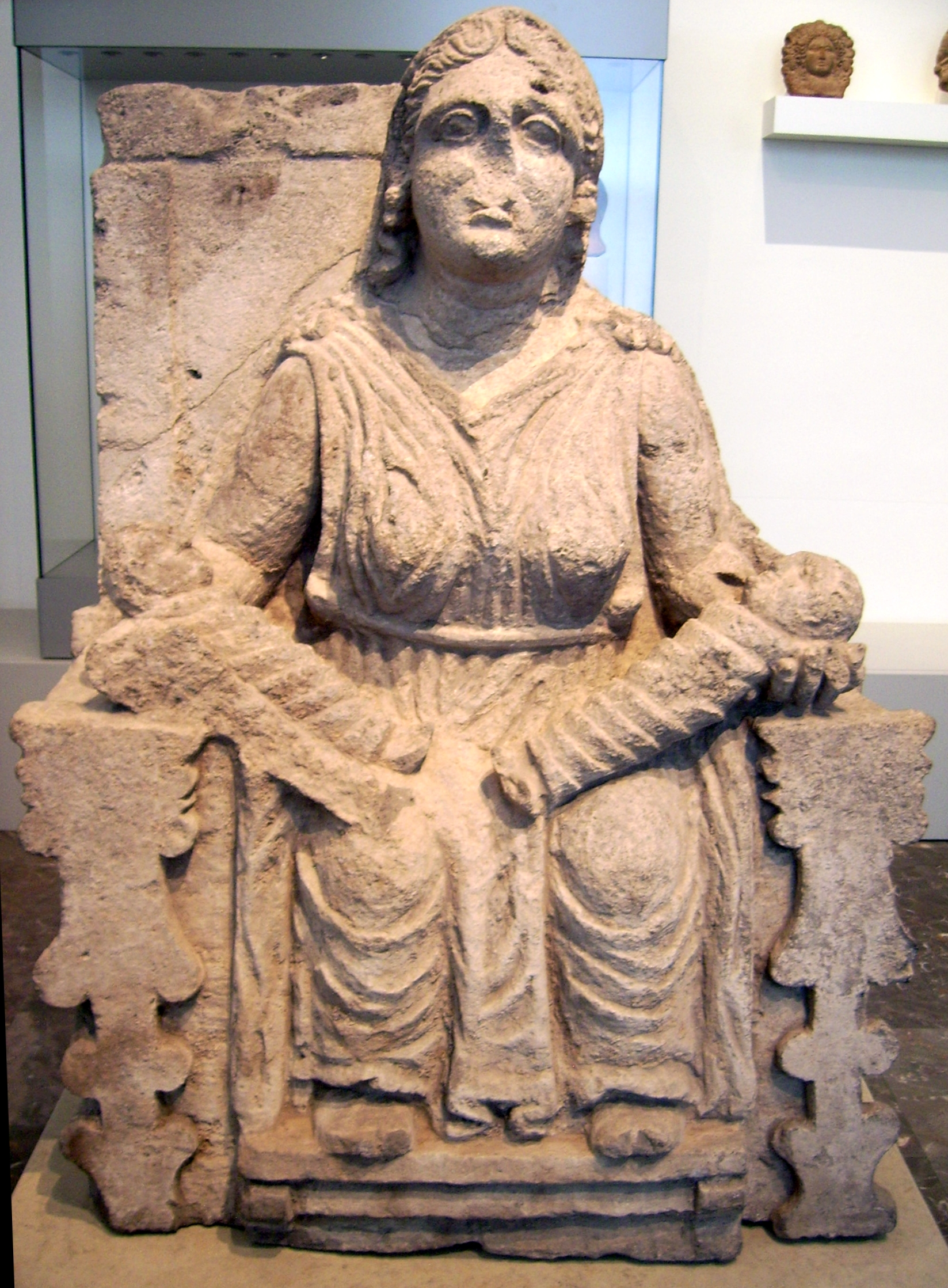
Socha Mater Matuty z Antikensammlung Berlin

Mater Matuta (Māter Mātutā) je římská bohyně spojená s úsvitem, porodem, zráním obilí a mořeplavbou.
Původně se pravděpodobně jednalo o bohyni úsvitu jak ukazuje její jméno související se slovem mātūrus „brzký, zralý“ a je z něj odvozeno adjektivum mātūtīnus „ranní, brzký“. Titus Lucretius Carus a Priscianus z Kaisareie jí ztotožnili s Aurorou, tedy řeckou bohyní úsvitu Éós.Jakožto bohyně úsvitu a nového počátku byla také spojena s porodem. V této funkci splývala s Juno a řeckou bohyní Eileithýiou.
Pod řeckým vlivem začala být spojována také s mořem a přístavy a ztotožňována s řeckou Leukotheiou a Ino. Toto spojení bylo nejspíše založeno že Ino byla opatrovatelkou svého synovce Dionýsa, což připomínalo níže uvedený rituál. Roku 174 př. n. l. Tiberius Sempronius Gracchus po dobytí Sardinie obdaroval chrám Matuty pamětní mapou tažení a ostrova, což svědčí o výrazné proměně funkce bohyně. Na tento vývoj měl pravděpodobně i vliv rozvoj navigace a spojování nebeských božstev s námořnictvím. Funkce Matuty jako bohyně spojené s porodem však stále přetrvávala.
V Římě byl její chrám umístěn na Foru Boariu a jeho pozůstatky byly odkryty roku 1937 pod kostelem svatého Omobona. Nejstarší svatyně zde stála již v 7. století př. n. l. Malý chrám je spojován se Serviem Tulliem z počátku 6. století př. n. l., ale okolo roku 530 př. n. l. bylo změněno jeho zasvěcení. Podle Tita Livia byl znovu vybudován Markem Furiem Camillem v roce 396 př. n. l. po dobytí Vejí. Tentýž autor uvádí, že chrám v roce 213 př. n. l. vyhořel, ale následujícího roku byl znovu vybudován.

## Matralia
Její svátek Matralia byl slaven 11. června, tedy krátce před letním slunovratem a probíhal následovně:
„Ženy vedou do svatyně služku a bijí ji pruty, potom ji vyženou ven a berou do náruče spíše děti svých sester než vlastní.
Plútarchos, Život Camillův, 
Obřad začínal za úsvitu obětováním žlutých koláčů, které mohly být slunečním symbolem.
Podle Jaana Puhvela souvisí zvyk žen brát do náruče děti sester s mýtem o védské bohyni Ušas. Ta taktéž vládne úsvitu a podle jedné verze pečuje o syna své sestry Rátrí („Noci“). Podle Puhvela je i Camillus, který nechal postavit chrám Mater Matutě a vyhrával bitvy díky náhlým ranním útokům, transpozicí slunečního boha který je pod ochranou své tety – bohyně úsvitu.